# Venturia carpophila
Venturia carpophila är en svampart som beskrevs av E.E. Fisher 1961. Venturia carpophila ingår i släktet Venturia och familjen Venturiaceae.   Inga underarter finns listade i Catalogue of Life.